# Viaduc de Clausen
Le viaduc de Clausen (luxembourgeois : Clausener Viaduc) est un pont ferroviaire luxembourgegois de la ligne 1 situé à Luxembourg et permettant de franchir un méandre de la vallée de l'Alzette encadrant le quartier de Clausen au nord de la Ville-Haute.

## Situation ferroviaire
Le viaduc est situé entre la bifurcation entre les lignes 1 vers Troisvierges et la Belgique et 3 vers Wasserbillig et l'Allemagne et le viaduc de Pfaffenthal qui en est le prolongement direct.

## Histoire
Le viaduc est construit selon les plans de la Waring Brothers et est ouvert en 1862, en même temps que la ligne du Nord concédée à la Société royale grand-ducale des chemins de fer Guillaume-Luxembourg.

## Caractéristiques
Le viaduc de Clausen est long de 208 mètres et haut de 44 mètres sur sa plus haute pile, la portée principale est de 15 mètres.